# 4 in the Morning
Singles de Gwen Stefani
The Sweet Escape
(2007) Now That You Got It
(2007)
4 in the Morning est une chanson de style synthpop écrite par Gwen Stefani et Tony Kanal pour le second album solo de Stefani, The Sweet Escape sorti en 2006. Elle est inspirée des ballades des années 1980 et commencée alors que Stefani était enceinte. Elle la termina plus tard avec l'aide de son coéquipier de No Doubt et ex-amant Tony Kanal. Elle a en général reçu des avis plutôt positifs de la part des critiques musicales.
4 in the Morning est la troisième chanson de l'album The Sweet Escape à être sortie en single, après The Sweet Escape (chanson éponyme) en 2007 et Wind It Up en 2006. Elle n'eut pas le succès escompté aux États-Unis mais fut plus appréciée dans le reste du monde. Stefani considère pourtant ce titre comme le meilleur de l'album.

## Contexte et écriture
Gwen Stefani et Tony Kanal, tous deux membres du groupe No Doubt, commence à travailler sur la chanson après la tournée Harajuku Lovers Tour en 2005. Ils écrivent 4 in the Morning en s'inspirant d'une cassette de mélodies qu'ils avaient déjà utilisées pour son précédent album, Love. Angel. Music. Baby. (2004). Ces mélodies sont basées sur des ballades telle que Killing Me Softly With His Song de Roberta Flack ou Eyes Without A Face de Billy Idol.

## Accueil

### Accueil critique
"4 in the Morning" fut généralement plutôt bien reçu par les critiques de musique pop contemporaine. Elle a été réalisée pour l'épisode 26 de la série Américaine "Now that's what I call Music!". Stephen Thomas Erlewine de AllMusic la décrivit comme "coolly sensual" ou "calmement sensuelle", et PopMatters en parla comme l'une des seules vraies compositions de l'album ("few real compositions"). NME  en dit que c'était un mélodrame construit de main de maître ("an expertly conceived tear-jerker"), appuyant qu'elle semblait être le genre de chanson qu'une Stefani adolescente, mimant le groupe "Talk Talk", aurait rêvé de chanter un jour ("it feels like the kind of song a teenage Stefani, miming along to Talk Talk, would have dreamt of singing one day.")  Cependdant, Pitchfork, la désapprouva, affirmant qu'elle détruisait la crédibilité de Popstar commerciale acquise par la chanteuse avec sa chanson Cool,  de l'album L.A.M.B. ("the mallpop cred that Stefani accrued with L.A.M.B.'s impeccable 'Cool'.") Chuck Taylor Chuck Taylor compara la chanson à la soundtrack du film Flashdance (1983) et commenta "we truly respect Stefani in the 'Morning.'", soit "nous respectons sincèrement Stefani le 'matin'". Bill Lamb de About.com la surnomma meilleure chanson de l'album ("the best song from…The Sweet Escape.").

### Accueil commercial
4 in the Morning ne rencontre pas un succès commercial aux États-Unis. Se classant à la 54e place du Billboard Hot 100, il est le single qui s'est le moins bien classé. Néanmoins, il atteint le top 20 du Top 40 Mainstream et du Pop 100 Airplay, ainsi que la 30e place du Pop 100. Cette chanson est programmée par les clubs et se positionne en 2e place du classement Hot Dance Music/Club Play derrière le titre All Good Things (Come To An End) de Nelly Furtado. Son succès fut plus net sur le Canadian Hot 100, en prenant la 17e place du classement.

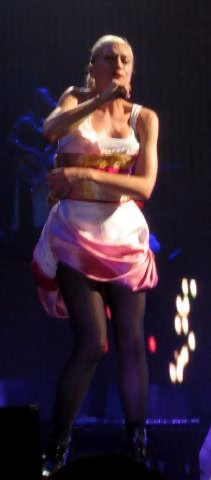
Stefani interprétant 4 in the Morning.

La chanson est mieux accueillie hors des États-Unis. Elle se classe en Europe dans le top 5 en Roumanie, le top 20 en Allemagne, en Autriche, en Finlande, en Irlande, les Pays-Bas, en Norvège et en Suisse. En Océanie, la chanson se classe dans le top 5 en Nouvelle-Zélande et dans le top 10 en Australie.

## Clip vidéo
Le clip vidéo a été réalisé par Sophie Muller et nous montre une Gwen Stefani au bord des larmes, allongée dans son lit lorsqu'elle commence à chanter face caméra. Dans son T-shirt blanc L.A.M.B., elle déambule dans son appartement questionnant son amoureux, absent de la vidéo. Après ses aller-retours dans son appartement et pleurant pendant qu'elle prend son bain, elle quitte sa résidence et part en limousine, effondrée à l'arrière.
"4 in the Morning" fit sa première apparition sur MTV's Total Request Live le 27 avril et accrocha la 7e place. Sur MuchMusic's Countdown, ce clip devient son plus grand succès depuis Luxurious (2005), restant 7e du classement durant deux semaines consécutives après une lente ascension.

## Fiche technique

### Formats et liste de titres
Toute la musique est composée par Gwen Stefani et Tony Kanal.
| Europe Promo CD single | Europe Promo CD single        | Europe Promo CD single | Europe Promo CD single | Europe Promo CD single | Europe Promo CD single | Europe Promo CD single | Europe Promo CD single | Europe Promo CD single | Europe Promo CD single |
| No                     | Titre                         | Durée                  |                        |                        |                        |                        |                        |                        |                        |
| ---------------------- | ----------------------------- | ---------------------- | ---------------------- | ---------------------- | ---------------------- | ---------------------- | ---------------------- | ---------------------- | ---------------------- |
| 1.                     | 4 in the Morning (radio edit) | 4:09                   |                        |                        |                        |                        |                        |                        |                        |
| 4:09                   |                               |                        |                        |                        |                        |                        |                        |                        |                        |

| 1. | 4 in the Morning (album version)        | 4:51 |
| 2. | 4 in the Morning (Thin White Duke edit) | 4:55 |
| 3. | 4 in the Morning (Oskar the Punk remix) | 5:42 |
|    | Extra                                   |      |
|    | 4 in the Morning (music video)          |      |

| 1. | 4 in the Morning (Thin White Duke Mix)  | 7:01 |
| 2. | 4 in the Morning (album version)        | 4:55 |
| 3. | 4 in the Morning (Thin White Duke Dub)  | 7:29 |
| 4. | 4 in the Morning (Thin White Duke Edit) | 4:55 |

### Crédits
Crédits adaptés du livret de l'album The Sweet Escape.
| - Chant : Gwen Stefani - Auteurs-compositeurs : Stefani, Tony Kanal - Claviers : Gabrial McNair et T. Kanal - Guitare : Matt Beck et Greg Collins - Producteurs : T. Kanal - Édition : Harajuku LoverMusic (ASCAP), Pirate Ship Music (ASCAP) - Ingénieur du son : Collins, Neil Kanal, Colin Mitchell et Andrew Alekel - Assistant ingénieur du son : Dror Mohar, Alex Dromgoole, David Emery | - Programmation et clavier additionnels : Pete Davis - Production additionnelle de voix : Collins - Enregistré à : - Kingsbury Studios, Los Feliz, Californie, États-Unis - Electric Lady Studios, New York, États-Unis - The Nook Studios/Studio City, Californie, États-Unis - Mixage et production additionnelle : Mark 'Spike' Stent, à The Mix Suite, Olympic Studio, Londres, Royaume-Uni |

## Classement
| Classements (2007)                     | Meilleure position |
| -------------------------------------- | ------------------ |
| Allemagne (Media Control AG)           | 18                 |
| Australie (ARIA)                       | 9                  |
| Autriche (Ö3 Austria Top 40)           | 18                 |
| Belgique (Flandre Ultratop 50 Singles) | 50                 |
| Belgique (Wallonie Ultratip 50)        | 3                  |
| Canada (Hot 100)                       | 17                 |
| États-Unis (Hot 100)                   | 54                 |
| États-Unis (Adult Contemporary)        | 18                 |
| États-Unis (Dance Club Songs)          | 2                  |
| États-Unis (Pop Airplay)               | 54                 |
| Finlande (Suomen virallinen lista)     | 10                 |
| France (SNEP)                          | 21                 |
| Irlande (IRMA)                         | 12                 |
| Italie (FIMI)                          | 17                 |
| Norvège (VG-lista)                     | 14                 |
| Nouvelle-Zélande (RMNZ)                | 5                  |
| Pays-Bas (Nederlandse Top 40)          | 14                 |
| Royaume-Uni (UK Singles Chart)         | 18                 |
| Suède (Sverigetopplistan)              | 30                 |
| Suisse (Schweizer Hitparade)           | 18                 |